# Teresia Teaiwa
Teresia Kieuea Teaiwa (geb. 12. August 1968 in Honolulu; gest. 21. März 2017 in Wellington) war eine karibatisch-US-amerikanische Wissenschaftlerin, Dichterin und Aktivistin. Sie war bekannt für ihre Arbeiten im Bereich der Pazifikstudien. Ihre Forschungsinteressen in diesem Bereich umfassten zeitgenössische Themen in Fidschi, Feminismus und Frauenaktivismus im pazifischen Raum, zeitgenössische pazifische Kultur und Kunst sowie Pädagogik.

## Biographie
Teresia Kieuea Teaiwa wurde 1968 in Honolulu auf Hawaii geboren und wuchs mit zwei Schwestern in Suva, der Hauptstadt von Fidschi, auf. Ihr Vater war i-Kiribati von der Insel Banaba, ihre Mutter war Afroamerikanerin. Sie besuchte die St. Joseph's Secondary School auf Fidschi. An der Trinity Washington University in Washington D.C. erwarb sie einen Bachelor of Arts, an der University of Hawaii at Manoa einen Master of Arts. Sie promovierte an der University of California, Santa Cruz zum Thema „Militarism, Tourism and the Native: Articulations in Oceania“.
1996 trat sie ihre erste Stelle als Dozentin am Institut für Pazifikstudien von Epeli Hau'ofa an der Universität des Südpazifiks in Suva (Fidschi) an. Sie unterrichtete dort fünf Jahre lang Geschichte und Politik. Während dieser Zeit war Teaiwa Mitglied intellektueller Gemeinschaften wie dem Niu Waves Writers' Collective, dem Nuclear Free and Independent Pacific Movement und dem Citizens' Constitutional Forum.
Im Jahr 2000 zog sie nach Neuseeland, um an der Victoria University als Programmdirektorin den allerersten Bachelor-Studiengang in Pazifikstudien zu unterrichten. Im Jahr 2016 wurde sie Direktorin von Va'aomanū Pasifika, wo die Studiengänge Pazifik und Samoan Studies der Victoria University angesiedelt sind. Sie war außerdem Mitherausgeberin des International Feminist Journal of Politics.
Teaiwa positionierte sich gegen die Atomkraft, engagierte sich für die Unabhängigkeit des völkerrechtlich zu Indonesien gehörenden West-Papua, kritisierte militaristische Entwicklungen und knüpfte zu diesen Themen zahlreiche Verbindungen im ganzen Pazifischen Raum.
Teaiwa wurde 2009 von der britischen Zeitung The Guardian als „nationale Ikone“ Kiribatis bezeichnet.
Teaiwa starb am 21. März 2017 an Krebs. Sie hinterließ ihren Ehemann und zwei Kinder.

## Erbe
Im September 2021 wurde Teaiwas Buch „Sweat and Salt Water“ in Neuseeland von der Victoria University of Wellington Press und der University of Hawai'i Press veröffentlicht. In ihm wurden ihre herausragenden Essays, Gedichte und wissenschaftlichen Artikel über den Pazifikraum und seine Völker zusammengetragen. Der Titel des Buches leitet sich von ihrem Zitat ab, das Epeli Hau'ofa 1988 seinem Aufsatz „Der Ozean in uns“ voranstellte: „Wir schwitzen und weinen Salzwasser, also wissen wir, dass der Ozean wirklich in unserem Blut ist.“
Zu Teaiwas Vermächtnis an der Victoria University of Wellington gehört auch eine Reihe erfolgreicher Lehrinitiativen, darunter Akamai, bei der die Studenten ihre Arbeiten mit einer kreativen Interpretation präsentieren können. Teaiwa erklärte, dass Akamai den Studenten half zu verstehen, dass Kunst und Performance Teil des geistigen Erbes des Pazifiks sind.
Bekannte akademische Schüler Teaiwas sind unter anderen die salomonische Frauenrechts- und Friedensaktivistin Alice Pollard, die mikronesische Dichterin Emelihter Kihleng und die finnisch-neuseeländische Mikaela Nyman.

## Auszeichnungen
- 2007: Marsden Fast Start research grant[4]
- 2010: Teaching Excellence Award[18]
- 2010: Ako Aotearoa Tertiary Teaching Excellence Award[18]
- 2015: Pacific People's Award for Education
- 2017: Stiftung des Teresia Teaiwa Memorial Scholarship durch die Victoria University of Wellington für Studierende und Doktoranden pazifischer Herkunft, die an der Universität Pazifikstudien studieren.[19][20]

## Veröffentlichungen (Auswahl)

### Akademisch

#### Autorin
- 1994. „bikinis and other s/pacific n/oceans.“ The Contemporary Pacific 6 (1): 87-109.
- 1996. „Review of A New Oceania: Rediscovering Our Sea of Islands“, herausgegeben von Eric Waddell, Vijay Naidu, und Epeli Hau’ofa. The Contemporary Pacific 8 (1): 214-17.
- 1997. „Learning...to Love it: Some thoughts on Teaching History.“ The History Teacher: Magazine of the Queensland History Teachers’ Association 35(1):1-7.
- 1997. „Review of Speaking to Power: Gender and Politics in the Western Pacific“, by Lynn B Wilson. The Contemporary Pacific 9 (1): 290-94.
- 2000. „Review of Gauguin's Skirt by Stephen F. Eisenman.“ Pacific Studies 23(1&2):103-111.
- 2001. „Review of Compassionate Exile by Bob Madey and Larry Thomas.“ The Contemporary Pacific 13 (1): 302-06.
- 2001. „L(o)osing the Edge. Special issue“, The Contemporary Pacific 13 (2): 343-57.
- 2001. „An Analysis of The Current Political Crisis in Fiji“. In Coup: Reflections on the Political Crisis in Fiji, herausgegeben von Brij Lal und Michael Peters, p. 31-34. Canberra: Pandanus Press.
- 2002. „Review of Te Rii ni Banaba“. Journal of the Polynesian Society 111(4):402-405.
- 2005. „Articulated Cultures: Militarism and Masculinities in Fiji During the Min 1990s.“ Fijian Studies 3(2): 201-222
- 2006. „The Classroom as Metaphorical Canoe: Co-operative Learning in Pacific Studies.“ World Indigenous Nations Higher Education Consortium.
- 2006. „On Analogies: Rethinking the Pacific in a Global Context.“ The Contemporary Pacific 18 (1): 71-87.
- 2007. „Baninnur: A Basket of Food, 2014“. Black Market Press 36.
- 2010. „The Thing About It Is...“ (Part of Special Section “Essays in Honor of Epeli Hau‘ofa”). The Contemporary Pacific 22 (1): 105-108.
- 2012. „disarmed“ (13 Gedichte mit Tonträger). Queensland Art Gallery for the Asia Pacific Triennial.
- 2013. „Dyed in Paru“, „Makariri“, and „Draft Manifesto for a Feminist Asthmatic in Aotearoa“ (drei Gedichte). 4th Floor Literary Journal.
- 2015. „What Makes Fiji Women Soldiers? Context, Context, Context.“ Intersections: Gender and Sexuality in Asia and the Pacific 37.

#### Mitautorin
- 1994. Ochoa, María; Teresia Teaiwa: „Introduction to “Enunciating our Terms: Women of Color in Collaboration and Conflict”.“ Inscriptions 7.
- 2005. Teaiwa, Teresia; Sean Mallon: „Ambivalent Kinships? Pacific People in New Zealand.“ In New Zealand Identities: Departures and Destinations, herausgegeben von James H. Liu et al., 207-229.
- 2005. James Liu; Tim McCreanor; Tracey McIntosh; Teresia Teaiwa (Hrsg.): „New Zealand Identities: Departures and Destinations.“ Wellington: Victoria University Press, 2005.
- 2006. Teaiwa, Teresia; Malakai Koloamatangi: „Democracy and Its Prospects in the Pacific.“ In Pacific Futures, edited by Michael Powles, 20-35. Canberra: Pandanus Books.
- 2006. Fairbairn-Dunlop, Peggy; Asmar, Christine; Teaiwa, Teresia; Davidson-Toumu’a, Ruth. „Inventory of Pacific Research at Victoria University of Wellington 1999-2005.“ Faculty of Humanities and Social Sciences: Victoria University of Wellington.
- 2010. Teaiwa, T.; Marsh, S. T. Albert: „Wendt's Critical and Creative Legacy in Oceania: An Introduction.“ The Contemporary Pacific 22 (2): 233-248.
- 2012. Kihleng, E.; Teaiwa, T.: „Review of The Orator/O Le Tulafale [feature film].“ The Contemporary Pacific 24 (2): 434-438.
- 2013. Teaiwa, T.; Slatter, Claire: „Samting nating: Pacific waves at the margins of feminist security studies.“ International Studies Perspectives, 14(4):447-450.

## Lyrik
- Teresia Teaiwa: Searching for Nei Nim'anoa (Gedichte). Mana Publications, Suva 1995 (englisch).
- Teresia Teaiwa, Des Mallon:  I can see Fiji: poetry and sound (CD mit Gedichten), 2008 (englisch).
- Teresia Teaiwa, Sia Figiel:  Terenesia: Amplified poetry and songs (CD mit Gedichten und Musik), 2000 (englisch).
- Vilsoni Hereniko, Teresia Teaiwa: Last virgin in paradise: a serious comedy. 2001, ISBN 982-02-0317-1 (englisch).
- Teaiwa, Teresia: Niu Voices: Contemporary Pacific Fiction 1. Wellington 2006, ISBN 1-86969-254-3, Real Natives Talk about Love, S. 35–40 (englisch).
- Teaiwa, Teresia: Sweat and Salt Water. 2021, ISBN 978-1-77656-434-7 (englisch).